# Prêmio Extra de Televisão de melhor ator coadjuvante
O Prêmio Extra de melhor ator coadjuvante é um dos prêmios oferecidos durante a realização do Prêmio Extra de Televisão, destinado ao melhor ator coadjuvante da televisão brasileira.

## Vencedores e indicados
| Ano  | Atores             | Novela                     |
| ---- | ------------------ | -------------------------- |
| 2008 | Cauã Reymond       | A Favorita                 |
| 2008 | Ary Fontoura       | A Favorita                 |
| 2008 | Bruno Gagliasso    | Ciranda de Pedra           |
| 2008 | Iran Malfitano     | A Favorita                 |
| 2008 | Jackson Antunes    | A Favorita                 |
| 2009 | Bruno Gagliasso    | Caminho das Índias         |
| 2009 | Alexandre Nero     | Paraíso                    |
| 2009 | Antonio Calloni    | Caminho das Índias         |
| 2009 | Elias Gleizer      | Caminho das Índias         |
| 2009 | Fábio Lago         | Caras & Bocas              |
| 2009 | Petrônio Gontijo   | Poder Paralelo             |
| 2010 | Cauã Reymond       | Passione                   |
| 2010 | Rodrigo Lopez      | Ti Ti Ti                   |
| 2010 | Marcello Airoldi   | Viver a Vida               |
| 2010 | Kiko Mascarenhas   | Separação?!                |
| 2010 | Daniel Boaventura  | Cama de Gato               |
| 2010 | Werner Schünemann  | Passione                   |
| 2011 | André Gonçalves    | Morde & Assopra            |
| 2011 | Herson Capri       | Insensato Coração          |
| 2011 | Humberto Martins   | O Astro                    |
| 2011 | Marcos Caruso      | Cordel Encantado           |
| 2011 | Otaviano Costa     | Morde & Assopra            |
| 2011 | Ricardo Tozzi      | Insensato Coração          |
| 2012 | José de Abreu      | Avenida Brasil             |
| 2012 | Alexandre Borges   | Avenida Brasil             |
| 2012 | José Wilker        | Gabriela                   |
| 2012 | Juliano Cazarré    | Avenida Brasil             |
| 2012 | Marcos Caruso      | Avenida Brasil             |
| 2012 | Marcos Palmeira    | Cheias de Charme           |
| 2013 | Alexandre Nero     | Salve Jorge                |
| 2013 | Anderson Di Rizzi  | Amor à Vida                |
| 2013 | Joaquim Lopes      | Sangue Bom                 |
| 2013 | José Loreto        | Flor do Caribe             |
| 2013 | Luís Mello         | Amor à Vida                |
| 2013 | Nando Cunha        | Salve Jorge                |
| 2014 | Aílton Graça       | Império                    |
| 2014 | José Mayer         | Império                    |
| 2014 | Luís Miranda       | Geração Brasil             |
| 2014 | Marcello Melo Jr.  | Em Família                 |
| 2014 | Paulo Vilhena      | Império                    |
| 2014 | Rodrigo Pandolfo   | Geração Brasil             |
| 2015 | Rainer Cadete      | Verdades Secretas          |
| 2015 | Eduardo Moscovis   | A Regra do Jogo            |
| 2015 | João Miguel        | Felizes para Sempre?       |
| 2015 | Marcos Palmeira    | Babilônia                  |
| 2015 | Tonico Pereira     | A Regra do Jogo            |
| 2015 | Zécarlos Machado   | Os Dez Mandamentos         |
| 2016 | Irandhir Santos    | Velho Chico                |
| 2016 | Anderson Di Rizzi  | Êta Mundo Bom!             |
| 2016 | Enrique Diaz       | Justiça                    |
| 2016 | Gabriel Godoy      | Haja Coração               |
| 2016 | Marco Nanini       | Êta Mundo Bom!             |
| 2016 | Marco Ricca        | Liberdade, Liberdade       |
| 2017 | Lúcio Mauro Filho  | Malhação: Viva a Diferença |
| 2017 | Dan Stulbach       | A Força do Querer          |
| 2017 | Herson Capri       | Rock Story                 |
| 2017 | Gabriel Leone      | Os Dias Eram Assim         |
| 2017 | Guilherme Piva     | Novo Mundo                 |
| 2017 | Tony Ramos         | Tempo de Amar              |
| 2018 | Felipe Camargo     | Espelho da Vida            |
| 2018 | Armando Babaioff   | Segundo Sol                |
| 2018 | Chay Suede         | Segundo Sol                |
| 2018 | Fabrício Boliveira | Segundo Sol                |
| 2018 | Jesuita Barbosa    | Onde Nascem os Fortes      |
| 2018 | Rodrigo Simas      | Orgulho e Paixão           |

## Resumo
| Ator         | Número |
| ------------ | ------ |
| Cauã Reymond | 2      |

| Ator            | Número |
| --------------- | ------ |
| Alexandre Nero  | 2      |
| Bruno Gagliasso | 2      |
| Cauã Reymond    | 2      |